# Шкода суперб
Шкода суперб (чеш. Škoda Superb) је аутомобил који производи чешка фабрика аутомобила Шкода. Производи се од 2001. до данас. Досад је произведен у три генерације.

## Историјат
Шкода суперб је велики породични аутомобил. Тренутно је највећи и најлуксузнији Шкодин модел. Због великог међуосовинског растојања сматра се и за ексклузивном вишом класом аутомобила. Име је претходно коришћено за модел из 1934. године.

### Прва генерација (2001–2008)
Прва генерација производила се од 2001. године до 2008. године. Био је заснован на платформи Фолксваген пасата пете генерације (Б5) који дели са њим механичке компоненте. Иако су по дизајну веома слични, код суперба је међуосовинско растојање веће за 10 центиметара, модификована је предња маска са додатком хрома, а фарови су у стилу октавије, док је унутрашњост незнатно промењена.
У супербу су познати мотори из Фолксваген групације, а то су, бензински 1.8 20V (150 КС), 2.0 8V (155 КС), 2.8 30V (190 и 193 КС), дизел мотори 1.9 TDI 8V (101, 105, 115 и 130 КС), 2.0 TDI 8V (140 КС) и 2.5 TDI 24V (155 и 163 КС).

### Друга генерација (2008–2015)
Друга генерација је представљена на сајму аутомобила у Женеви марта 2008. године. Другу генерацију модела карактерише потпуно нов дизајн који се не ослања на Фолксвагенове моделе, као и велика количина простора. Са новим моделом, Шкода је у смислу дизајна кренула својим путем, а од прве генерације остало је само име. Све остало је ново. Запремина пртљажника је 595 l, а обарањем седишта запремина је 1675 l. Караван верзија са петоро врата представљена је на сајму аутомобила у Франкфурту 2009. године.
На Euro NCAP креш тестовима суперб је 2009. године добио максималних пет звездица.
Априла 2013. године у Шангају, Шкода је представила редизајн суперба. Пуштен је у продају на европском тржишту у јуну 2013. Добија атрактиван дизајн, нови ентеријер и нове технологије. Шкода суперб има потпуно нови изглед напред и позади. Предња решетка хладњака, логотип, предња светла, светла за маглу, браници, предњи блатобрани и предња хауба су потпуно нови.
Мотори друге генерације су, бензински 1.4 TSI 16V (125 КС), 1.8 TSI 16V (160 КС), 2.0 TSI 16V (200 КС) и 3.6 FSI 24V (260 КС), дизел мотори 1.6 TDI 16V (105 КС), 1.9 TDI 8V (105 КС), 2.0 TDI 8V (140 КС) и 2.0 TDI 16V (140 и 170 КС).
- лифтбек
- лифтбек, редизајн
- лифтбек, редизајн
- унутрашњост
- караван
- караван

### Трећа генерација (2015–)
Трећа генерација је представљена на сајму аутомобила у Женеви марта 2015. године.
- лифтбек
- лифтбек
- лифтбек
- унутрашњост
- лифтбек
- караван